# 김영애
김영애(金姈愛, 1951년 4월 21일 ~ 2017년 4월 9일)는 대한민국의 배우로, 예명은 사용하지 않았다.

## 생애

### 출생에서 연기까지
1951년 부산광역시 영도구 영선동에서 출생하였다. 부산여자상업고등학교를 졸업하여 1970년 MBC 공채 3기 탤런트에 선발되어 데뷔하였다. 소속사는 스타빌리지엔터테인먼트였다. 스크린과 브라운관을 드나들며 명품 연기를 선보였고 당시 김자옥, 한혜숙과 함께 1970년대 안방극장 트로이카로 활약하였다. 또한, 1986년부터 1993년까지 《오뚜기》 모델로 일하며 폭넓은 인기를 누렸다.

### 황토팩과 췌장암 판정, 완치
2002년, (주)참토원의 부회장을 역임하며 황토팩 사업으로 1700억원 상당의 매출을 냈다. 그러나 2007년에 (주)참토원에서 판매한 황토팩에서 산화철(중금속)이 검출되었다는 보도가 방송되어서, 그 이후 매출이 급감했으나, 실제로는 황토 자체에 원래부터 들어있는 성분인 산화철을 위험하다고 호도한 허위 보도였다.
황토팩 사업 실패로 인해 심한 정신적 충격과 스트레스를 받은 김영애는 결국 2012년에 췌장암 판정을 받았다. 치료를 위해 정기적으로 병원에 다니던 그녀는 과거에 SBS 《좋은 아침》에 출연하여 2012년 드라마 《해를 품은 달》 촬영 당시 췌장암 투병 사실을 숨긴 채 촬영에 임했다고 밝혔다. 또한 그녀는 한 매체와의 인터뷰에서 당시 드라마 촬영 중 암 투병 사실을 숨긴 것에 대해 "쓰러질 때까지는 끝까지 최선을 다하는 것이 연기자의 자세이다." 라고 말했다. 《해를 품은 달》 촬영이 끝난 후에야 9시간의 대수술을 받고 완치 판정을 받았다.

### 사망
《부탁해요, 엄마》에서 주인공 임산옥 역으로 캐스팅이 되었으나 건강상의 이유로 하차하였고, 그녀의 빈 자리는 고두심이 채웠다. 복귀하여 2016년 8월 27일부터 2017년 2월 26일까지 54부작으로 방송된 《월계수 양복점 신사들》에서 주연 최곡지 역을 맡아 연기하던 도중에 췌장암이 재발했다. 그녀는 드라마 시작 두 달만에 병원에 입원해야 했으며, 의료진의 만류에도 불구하고 《월계수 양복점 신사들》 촬영을 위해 병원에서 외출증까지 끊어가며 6개월간 약속한 50부작에 전회 출연했다. 그러나 드라마의 인기에 힘입어 연장 방영이 결정된 후, 병세가 지속적으로 악화되어 더는 버티지 못하고 드라마 종영 직전 연장 분량인 4회 분량은 출연하지 못하였다. 《월계수 양복점 신사들》 제작진은 마지막회에 그녀에 대한 감사의 뜻을 담은 자막을 내보낼 계획을 세웠지만, 그녀는 연기자로서 미안한 마음뿐이라며 제작진의 제안을 거절했다고 한다.
이후 세상을 떠나기 전까지 그녀는 스스로 영정사진과 수의로 입을 고운 한복을 고르고, 장례절차 등을 모두 정해두었으며, 배우 인생을 돌아보는 마지막 인터뷰를 연합뉴스와 가지는 등 스스로 신변을 정리하기 시작했으며, 2017년 2월 초 인터뷰에서 "이제 다 정리를 해서 마음이 홀가분하다"고 말했다. 그리고 췌장암 투병으로 촬영에 임하는 투혼을 보이던 김영애는 결국 2017년 4월 9일 오전 10시 58분 경 나빠질 대로 나빠진 췌장암을 끝내 극복하지 못하고 향년 67세로 세상을 떠났다. 드라마 《월계수 양복점 신사들》과 영화 《판도라》는 그녀의 유작이 됐다. 빈소는 서울 신촌 세브란스 병원 장례식장에 마련되었으며, 4월 11일 유해가 경기도 성남시 분당구 야탑동 분당 메모리얼 파크에 안장되었다. 치과치료로 인한 의료사고로 사망했다는 주장이 있어서 파문이 일기도 하였다.

## 학력
- 부산여자상업고등학교 졸업

## 출연작

### 드라마
- 1971년 MBC 주간드라마 《수사반장》
- 1971년 MBC 일일연속극 《정》
- 1971년 MBC 일일연속극 《학부인》
- 1972년 MBC 일일연속극 《대원군》
- 1972년 MBC 일일연속극 《기러기》
- 1973년 MBC 화요연속극 《두만강》
- 1973년 MBC 일일연속극 《민비》 ... 민비 역
- 1973년 MBC 반공드라마 《113 수사본부》
- 1974년 MBC 일일연속극 《강남가족》 ... 둘째 딸 영희 역
- 1974년 MBC 일일연속극 《수선화》
- 1974년 MBC 화요연속극 《손님》
- 1974년 MBC 일일연속극 《갈대》
- 1975년 MBC 일일연속극 《밀물》
- 1976년 MBC 화요연속극 《엄마의 얼굴》
- 1976년 MBC 일일연속사극 《사미인곡》
- 1976년 MBC 8.15특집극 《8월의 태양》
- 1976년 MBC 화요연속극 《재회》
- 1977년 MBC 일일연속사극 《정화》
- 1977년 MBC 일일연속극 《빨간 능금이 열릴때까지》
- 1977년 MBC 주말연속극 《후회합니다》 ... 지원 여동생 역
- 1978년 MBC 일일연속극 《미소》
- 1978년 MBC 주말연속극 《청춘의 덫》 ... 노영주 역
- 1978년 MBC 일일연속극 《행복을 팝니다》
- 1979년 MBC 주말연속극 《엄마, 아빠 좋아》
- 1979년 MBC 주말연속극 《산이 되고 강이 되고》
- 1979년 MBC 어린이연속극 《오똑이분대》 ... 김효실 역
- 1980년 MBC 수요연속극 《청춘의 초상》
- 1980년 MBC 8.15특집극 《의친왕》 ... 민비(명성황후) 역
- 1981년 MBC 일일연속극 《나리집》
- 1981년 MBC 금요연속극 《한강》
- 1981년 MBC 일일연속극 《사랑합시다》
- 1981년 MBC 주말연속극 《야상곡》
- 1981년 MBC 창사20주년 특집드라마 《이심의 비련기》 ... 이심 역
- 1982년 KBS2 일일 시추에이션드라마 《세 자매》... 박연희 역
- 1982년 KBS1 대하드라마 《풍운》 ... 명성황후 민씨 역
- 1983년 KBS1 특집드라마 《어머님 날 낳으시고》
- 1983년 MBC 주말연속극 《당신의 초상》
- 1983년 MBC 수목드라마 《겨울 해바라기》
- 1983년 KBS2 수목드라마 《해빙》
- 1983년 MBC 대하드라마 《조선왕조 오백년-뿌리깊은 나무》 ... 소헌왕후 역
- 1985년 MBC 주간드라마 《엄마의 방》
- 1986년 KBS1 반공드라마 《나타리아》
- 1986년 KBS2 일일연속극 《임이여 임일레라》
- 1987년 MBC 미니시리즈 《인생화보》
- 1987년 KBS1 8.15특집극 《사랑의 시작》 ... 유순주 역
- 1987년 KBS2 주말연속극 《애정의 조건》
- 1988년 KBS2 특집드라마 《용꿈이었네》
- 1988년 KBS2 주간단막극 《제7병동》
- 1988년 KBS2 청소년드라마 《13세의 봄》
- 1988년 KBS2 주말연속극 《순심이》
- 1989년 KBS2 아침드라마 《일출》
- 1989년 KBS2 미니시리즈 《왕룽일가》
- 1990년 KBS1 신년특집극 《구리반지》 ... 복일 역
- 1990년 KBS2 미니시리즈 《빙점》 ... 서혜연 역
- 1990년 KBS2 미니시리즈 《검생이의 달》 ... 무당 역
- 1990년 KBS2 미니시리즈 《우리가 사랑하는 죄인》 ... 이정애 역
- 1991년 MBC 수목드라마 《까치 며느리》 ... 주혜련 역
- 1991년 KBS1 6.25특집드라마 《침묵의 땅》
- 1991년 KBS2 미니시리즈 《아스팔트 내고향 》 임기주 역
- 1991년 KBS1 일일연속극 《옛날의 금잔디》 ... 오정미 역
- 1992년 KBS2 금요드라마 《사랑 마을 사람들》
- 1992년 KBS1 6.25특집극 《시간과 눈물》
- 1992년 KBS2 주말연속극 《사랑을 위하여》 ... 수완(옥소리)의 생모 역(특별출연)
- 1992년 SBS 아침연속극 《가을 여자》 ... 정연희 역
- 1993년 KBS2 미니시리즈 《살아남은 자의 슬픔》
- 1993년 KBS2 미니시리즈 《백색 미로》
- 1993년 MBC 아침드라마 《당신 없는 행복이란》 ... 혜선 역
- 1993년 KBS 일일연속극 《당신이 그리워질 때》 ... 현주 역
- 1994년 SBS 주말극장 《사랑의 향기》 ... 명희 역
- 1994년 KBS2 공사창립 특집드라마 《겨울 도화리》
- 1995년 MBC 청소년드라마 《사춘기》시즌2 - 김재경의 어머니 역
- 1995년 SBS 광복50주년 특별기획드라마  《모래시계》 ... 박태수의 어머니 역
- 1995년 SBS 대하사극 《장희빈》 ... 대왕대비 조씨 역
- 1995년 SBS 아침연속극 《그대 목소리》 ... 지숙 역
- 1996년 KBS2 신년특집드라마 《아버지》
- 1996년 SBS 주말극장 《부자유친》 ... 화원의 시어머니, 김정자 역
- 1996년 SBS 3.1절 특집극 《안중근》...명성황후 민자영 역
- 1996년 KBS2 미니시리즈 《컬러 - 회색》 ... 김수혜 역
- 1996년 KBS2 미니시리즈 《신고합니다》 ... 여군학교장 대령 역
- 1996년 KBS1 일일연속극 《사랑할 때까지》 ... 수련 역
- 1996년 SBS 수목드라마 《형제의 강》 ... 이순례 역
- 1996년 MBC 일일시트콤 《남자 셋 여자 셋》 ... 고구려국 태왕궁전 제3상궁(성우 배역) 역
- 1996년 MBC 주말연속극 《사랑한다면》 ... 설옥순 역
- 1997년 SBS 추석특집드라마 《아름다운 얼굴》
- 1997년 SBS 월화드라마 《여자》 ... 기남 엄마 역
- 1997년 SBS 아침연속극 《당신 뿐인데》 ... 양자 역
- 1997년 SBS 일일연속극 《지평선 너머》 ... 서부용 역
- 1997년 KBS2 주말연속극 《웨딩드레스》 ... 신정자 역
- 1998년 KBS2 특집드라마 《아빠를 찾아주세요》
- 1998년 KBS2 건국50주년 특별기획드라마 《야망의 전설》 ... 신옥주 역
- 1998년 KBS2 미니시리즈 《킬리만자로의 표범》
- 1998년 SBS 미니시리즈 《백야 3.98》 ... 홍영숙 역
- 1998년 KBS2 아침드라마 《사랑해서 미안해》 ... 유승희 역
- 1998년 SBS 아침연속극 《포옹》
- 1998년 MBC 대하드라마 《대왕의 길》 ... 숙빈 최씨 역
- 1998년 SBS 일일연속극 《7인의 신부》 ... 한마리 역
- 1999년 MBC 수목드라마 《우리가 정말 사랑했을까》 ... 재호 이모 역
- 1999년 SBS 주말극장 《파도》 ... 김현숙 역
- 1999년 SBS 아침드라마 《지금은 사랑할 때》
- 1999년 SBS 아침드라마 《그녀의 선택》
- 1999년 KBS2 미니시리즈 《초대》
- 1999년 KBS2 주말연속극 《사랑하세요?》 ... 오명주 역
- 2000년 KBS2 미니시리즈 《성난 얼굴로 돌아보라》 ... 동훈 어머니 역
- 2000년 SBS 드라마 스페셜 《여자만세》 ... 다영 어머니 역
- 2000년 MBC 주말연속극 《사랑은 아무나 하나》 ... 윤복심 역
- 2000년 KBS1 아침드라마 《민들레》 ... 강해순 역
- 2000년 MBC 특별기획 드라마 《꽃보다 아름다운 그녀》 ... 준영 모 역
- 2000년 MBC 주간시트콤 《세 친구》
- 2001년 SBS 드라마 스페셜 《신화》
- 2001년 MBC 아침 일일연속극 《내 마음의 보석상자》
- 2001년 KBS1 일일연속극 《우리가 남인가요》 ... 동욱의 어머니, 이자경 역
- 2001년 KBS2 일일연속극 《여자는 왜?》
- 2002년 SBS 드라마 스페셜 《지금은 연애중》 ... 호정 엄마 역
- 2002년 SBS 주말 특별기획드라마 《라이벌》 ... 홍주경 역
- 2002년 KBS2 수목 특별기획 대하드라마 《장희빈》 ... 명성왕후 김씨 역
- 2002년 MBC 주말연속극 《맹가네 전성시대》 ... 규식 모, 지화자 역
- 2002년 SBS 추석특집드라마 《황금연못》 ... 해순 모 역
- 2003년 MBC 월화 미니시리즈 《러브레터》 ... 임경은 역
- 2003년 KBS2 일일시트콤 《달려라 울엄마》 ... 뷰띠끄 사장 김영애 역
- 2004년 KBS2 일일시트콤 《올드미스 다이어리》 ... 지현우 모, 김유정 역(특별출연)
- 2006년 KBS 수목 미니시리즈 《황진이》 ... 임백무 역
- 2007년 SBS 월화 미니시리즈 《내 남자의 여자》 ... 화영의 어머니 역
- 2010년 SBS 월화 미니시리즈 《아테나: 전쟁의 여신》 ... 최진희 역
- 2011년 MBC 수목 미니시리즈 《로열 패밀리》 ... 공순호 역
- 2011년 채널A 주말연속극 《천상의 화원 곰배령》 ... 화영 역
- 2012년 MBC 수목 미니시리즈 《해를 품은 달》 ... 대왕대비 윤씨 역
- 2012년 SBS 주말극장 《내 사랑 나비부인》 ... 이정애 역
- 2013년 웹드라마 《방과 후 복불복》 ... 청소부 역 (특별출연)
- 2013년 MBC 수목 미니시리즈 《메디컬 탑팀》 ... 신혜수 역
- 2014년 tvN 월화드라마 《라이어 게임》 ... 우진 모 역(특별출연)
- 2014년 SBS 주말 특별기획 《미녀의 탄생》 ... 고순동 역
- 2015년 MBC 수목 미니시리즈 《킬미힐미》 ... 서태임 역
- 2016년 JTBC 금토드라마 《마녀보감》 ... 대비 윤씨 역
- 2016년 SBS 월화 미니시리즈 《닥터스》 ... 강말순 역
- 2016년 KBS2 주말연속극 《월계수 양복점 신사들》 ... 최곡지 역

### 영화
- 1973년 《섬개구리 만세》 ... 김선희 역
- 1973년 《처녀 사공》
- 1975년 《비녀》
- 1976년 《불꺼진 창》
- 1976년 《왕십리》
- 1977년 《설국》
- 1977년 《첫눈이 내릴 때》 ... 혜자 역
- 1978년 《너의 창에 불이 꺼지고》
- 1978년 《비련의 홍살문》
- 1978년 《절정》 ... 오정숙 역
- 1979년 《누가 이 아픔을》
- 1979년 《돌의 초상》
- 1979년 《로맨스 그레이》
- 1980년 《깃발없는 기수》
- 1980년 《바람 불어 좋은 날》
- 1980년 《외인들》
- 1981년 《빙점 81》
- 1981년 《겨울로 가는 마차》
- 1981년 《깊은 밤 갑자기》 ... 선희 역
- 1981년 《반금련》
- 1981년 《미워도 다시 한번 80》
- 1982년 《내가 사랑했다》
- 1982년 《내일은 야구왕》 ... 사모님 역
- 1982년 《불바람》 ... 오혜령 역
- 1983년 《하와의 행방》
- 1983년 《아내》
- 1983년 《오마담의 외출》
- 1983년 《장미와 도박사》
- 1984년 《꽃잎이어라 낙엽이어라》
- 1984년 《사랑하는 자식들아》 ... 유경 역
- 1984년 《장대를 잡은 여자》
- 1985년 《W의 비극》
- 1985년 《장사의 꿈》
- 1986년 《달빛타기》
- 1986년 《욕망의 거리》
- 1986년 《겨울 나그네》
- 1986년 《비내리는 영동교》
- 1987년 《먼 여행 긴 터널》
- 1987년 《위기의 여자》 ... 애리 역
- 1987년 《이브의 건넌방》 ... 재숙 역
- 1987년 《영웅 돌아오다》
- 1988년 《연산일기》 ... 폐비 윤씨/월산대군 부인 박씨 역
- 1988년 《미리 마리 우리 두리》 ... (특별출연)
- 1988년 《산배암》 ... 우만찬의 부인 역
- 1990년 《있잖아요 비밀이에요》 ... 혜나 모 역
- 1991년 《비 개인 오후를 좋아하세요?》 ... 지 여사 역 (우정출연)
- 1991년 《피와 불》 ... 이정선 역
- 1995년 《피아노가 있는 겨울》 ... 문 여사 역
- 1998년 《까》 ... 김 국장 역(특별출연)
- 2002년 《해적, 디스코왕 되다》 ... 해적 모 역
- 2003년 《별》 ... 노의사 부인 역
- 2003년 《영어완전정복》 ... 영주 모 역
- 2009년 《애자》 ... 엄마, 최영희 역
- 2011년 《아테나: 더 무비》
- 2012년 《내가 살인범이다》 ... 한지수 역
- 2013년 《변호인》 ... 최순애 역
- 2013년 《실연의 달콤함》
- 2014년 《우리는 형제입니다》 ... 승자 역
- 2014년 《현기증》 ... 순임 역
- 2014년 《카트》 ... 순례여사 역
- 2015년 《허삼관》 ... 계화 엄마 역
- 2016년 《특별수사: 사형수의 편지》 ... 여사님 역
- 2016년 《인천상륙작전》 ... 나정님 역
- 2016년 《판도라》 ... 석 여사 역

### 예능
- 1996년, 1999년 KBS2 《가족오락관》 게스트

### 라디오
- 1992년 KBS 《안녕하세요 황인용 김영애입니다》 DJ

### 뮤직비디오
- 2000년 왁스 - 엄마의 일기

### 내레이션
- 2012년 MBC 《MBC 스페셜》

## CF
- 1978년 안국산업 파라법랑 (with 현석)
- 1982년 대한중외제약 훼럼
- 1982년 마미손 마미손 고무장갑
- 1985년 수협 수협예금
- 1986년 공익광고협의회
- 1986년 애경산업 뉴크린엎
- 1986년 ~ 1993년 오뚜기 전속모델(Feat. 연규진) 김, 일미 시리즈, 참기름, 순후추, 카레, 3분 요리, 3분 죽, 스프, 모닝스프, 마요네스, 토마토 케찹, 사과식초, 진라면, 라면박사, 짜장박사, 스낵면, 곱배기 컵면, 선물세트
- 2000년 동국제약 인사돌

## 수상
- 1971년 제7회 한국연극영화예술상 - 연극부문 여자 신인 연기상
- 1974년 제10회 한국연극영화예술상 - TV부문 여자 신인 연기상
- 1974년 MBC 탤런트 연기상 - 여자 우수 연기상
- 1982년 제18회 한국연극영화예술상 - TV부문 여자 최우수 연기상
- 1987년 KBS 탤런트 연기대상 - 여자 최우수 연기상
- 1989년 KBS 연기대상 - 여자 최우수 연기상
- 1996년 KBS 연기대상 - 여자 최우수 연기상
- 1997년 제33회 백상예술대상 - TV부문 여자 최우수 연기상
- 1999년 SBS 연기대상 - 여자 최우수 연기상
- 1999년 SBS 연기대상 - 10대 스타상
- 2000년 제36회 백상예술대상 - TV부문 여자 최우수 연기상
- 2000년 제12회 한국방송프로듀서상 - 탤런트부문 출연자상
- 2000년 제27회 한국방송대상 - 탤런트상
- 2000년 SBS 연기대상 - 빅스타상
- 2009년 제46회 대종상 - 여우조연상
- 2010년 제7회 맥스무비 최고의 영화상 - 최고의 여자 조연배우상
- 2011년 MBC 드라마대상 - 특별상
- 2014년 제9회 맥스무비 최고의 영화상 - 최고의 여자 조연배우상
- 2014년 제23회 부일영화상 - 여우조연상
- 2014년 제51회 대종상 - 여우조연상
- 2014년 제35회 청룡영화상 - 여우조연상
- 2015년 제8회 코리아 드라마 어워즈 - 공로상
- 2017년 제53회 백상예술대상 - 공로상
- 2017년 제44회 한국방송대상 - 공로상
- 2017년 제8회 대한민국 대중문화예술상 - 보관문화훈장
- 2017년 제54회 대종상 - 특별상
- 2017년 KBS 연기대상 - 공로상